# Basilica di Sant'Eutropio di Saintes
La basilica di Sant'Eutropio di Saintes (in francese: basilique Saint-Eutrope de Saintes) è una chiesa cattolica di Saintes, nel dipartimento della Charente-Maritime, dedicata a Eutropio di Saintes.

## Storia
Nel 1840 la chiesa venne dichiarata monumento storico di Francia. L'11 maggio 1886, con un breve apostolico, papa Leone XIII ha elevato la chiesa al rango di basilica minore. È inoltre iscritta nei patrimoni dell'umanità dell'UNESCO in quanto tappa intermedia sulla via Turonensis dei percorsi francesi per Santiago di Compostela.